# Atriplex linifolia
Atriplex linifolia là loài thực vật có hoa thuộc họ Dền. Loài này được Humb. & Bonpl. ex Willd. mô tả khoa học đầu tiên năm 1806.